# Surrey (Île-du-Prince-Édouard)
Pour les articles homonymes, voir Surrey.
Surrey est une localité dans la Communauté de Belfast, dans le comté de Queens sur l'Île-du-Prince-Édouard, au Canada. Elle est située au sud-ouest de Montague.